# Rejustor
Rejustor (ang. Electronically Re-adjustable Resistor) – elektroniczny pasywny element o sterowanej elektronicznie rezystancji; charakteryzuje się dużą precyzją regulacji (ok. 0,01% własnej wartości) i utrzymywaniem rezystancji po odłączeniu zasilania.
Obecnie eksperymentalnie produkowane rejustory charakteryzują się mocą 0,1 mW, rezystancją od 200 Ω do 1 MΩ i temperaturą pracy od –55 do +125 °C.